# Speith Orgelbau
Speith Orgelbau é uma fabricante de órgãos de tubo alemã sediada em Rietberg, Kreis Gütersloh.

## História
A empresa foi fundada no ano de 1848 por Bernhard Speith (1822-1905). Bernhard aprendeu a construir pianos em Colônia, posteriormente em Gratze aprendeu sobre a construção de órgãos de tubo, antes de criar sua própria empresa trabalhou por exemplo na Lukas Intorff  de Höxter, nos primeiros anos de sua fábrica também fabricou pianos e a construção dos mesmos foi abandonada posteriormente.[carece de fontes?]
Em 1900 o filho de Bernhard, Johannes Speith (1867-1944) assume a empresa e muda seu nome de Orgelbauanstalt para "Orgelbaufirma", também começa a usar trações pneumáticas e mais tarde em 1926 vem residir no Brasil onde supervisiona a montagem de 10 órgãos. Com a morte de Johannes em 1944 seus dois filhos assumem a empresa e posteriormente tal gerência é passada a Günther Müller e seu filho, a empresa ainda existe e constrói e restaura órgãos.

## No Brasil
Fez alguns órgãos para o Brasil como o da Catedral Metropolitana de Florianópolis[carece de fontes?] e também o instrumento da igreja Bom Jesus dos Perdões em Curitiba .

## Órgãos construídos
| Ano       | Lugar                                            | Igreja                                                                           | Bild                 | Manuais | Registros      | Observações                                                                                 |
| --------- | ------------------------------------------------ | -------------------------------------------------------------------------------- | -------------------- | ------- | -------------- | ------------------------------------------------------------------------------------------- |
| 1896      | Rüthen-Menzel                                    | St. Johannes Evangelist                                                          |                      | II/P    | 17             |                                                                                             |
| 1908      | Recklinghausen-Stuckenbusch                      | St.-Franziskus-Kirche                                                            |                      | II/P    | 27             |                                                                                             |
| 1912      | Steinfeld-Mühlen                                 | Klosterkirche St. Bonaventura                                                    |                      | II/P    | 24             | 1976 Überholung durch Orgelbau Führer, Wilhelmshaven                                        |
| 1913      | Rheda-Wiedenbrück                                | St.-Aegidius-Kirche                                                              |                      | III/P   | 40             | 1972 um 13 Register erweitert                                                               |
| 1920      | Rheda-Wiedenbrück-Batenhorst                     | Herz Jesu                                                                        |                      |         |                |                                                                                             |
| 1921      | Rietberg-Neuenkirchen                            | St. Margareta                                                                    |                      | II      | 21             | 1975 Umbau und neues Gehäuse                                                                |
| 1924      | Rüthen-Oestereiden                               | St. Antonius Einsiedler                                                          |                      | II      | 16             |                                                                                             |
| 1924      | Florianópolis-Santa Catarina e Curitiba - Paraná | Catedral Metropolitana de Florianópolis e Igreja Bom Jesus dos Perdões, Curitiba |                      | II/P    | 24             |                                                                                             |
| 1930      | Gütersloh                                        | St. Pankratius                                                                   | 160px                | III/P   | 45             | 1992 Neubau durch die Fa. Sauer, Ottbergen, unter Verwendung von Registern der Speith-Orgel |
| 1932      | Küllstedt                                        | St. Georg und Juliana                                                            |                      |         |                |                                                                                             |
| 1934      | Geseke-Störmede                                  | St. Pankratius                                                                   |                      | II/P    | 31             | Gehäuse von 1879, Orgelbau Krämer aus Paderborn                                             |
| 1936      | Bad Driburg-Herste                               | St. Urbanus                                                                      |                      | I       | 13             |                                                                                             |
| 1936      | Salzkotten-Mantinghausen                         | St. Antonius Einsiedler                                                          |                      | II      | 14             |                                                                                             |
| 1941      | Bielefeld                                        | Liebfrauenkirche                                                                 |                      | III/P   | 43             |                                                                                             |
| 1950er    | Espelkamp                                        | Marienkirche                                                                     |                      | II/P    |                | Restaurierung 2012 durch Orgelbau Mathias Johannmeier, Bad Essen                            |
| 1957      | Gütersloh                                        | Christ-König-Kirche                                                              |                      |         |                |                                                                                             |
| 1957      | Gelsenkirchen-Hüllen                             | Herz-Jesu-Kirche                                                                 |                      | III/P   | 31             |                                                                                             |
| 1958      | Kranenburg (Niederrhein)                         | St. Peter und Paul                                                               | 160px                | III/P   | 32             | 2004 umgebaut und erweitert                                                                 |
| 1964      | Vreden                                           | St. Georg                                                                        |                      | III/P   | 39             |                                                                                             |
| 1965      | Bielefeld-Mitte                                  | Neuapostolische Kirche                                                           |                      | II/P    | 14             | 2012 Schadensbehebung durch Orgelbau Simon, Borgentreich                                    |
| 1967      | Rheda-Wiedenbrück                                | St. Johannes Baptist                                                             |                      | II/P    | 21             |                                                                                             |
| 1968      | Bielefeld-Heepen                                 | St. Hedwig                                                                       | 160px                | II/P    | 15             |                                                                                             |
| 1969      | Georgsmarienhütte                                | St. Peter und Paul                                                               |                      | III/P   | 40             |                                                                                             |
| 1975      | Oelde-Lette                                      | St. Vitus                                                                        |                      |         | 39             |                                                                                             |
| 1977      | Oelde-Stromberg                                  | Kreuzkirche                                                                      | zentriert\|160x160px | II/P    | 21 (heute: 23) | Originalgehäuse von 1682                                                                    |
| 1980      | Oelde                                            | St. Johannes                                                                     | 160x160px\|zentriert | III/P   | 48             | Für den Prospekt wurden Holzteile einer Vorgängerorgel aus dem 19. Jahrhundert genutzt.     |
| 1982      | Herzebrock-Clarholz-Möhler                       | Ludgerus-Kapelle                                                                 |                      |         |                |                                                                                             |
| 1986–1987 | Leer (Ostfriesland)                              | Borromäus-Hospital                                                               | 160x160px            | II/P    | 9              |                                                                                             |
| 1987      | Gütersloh                                        | Matthäuskirche                                                                   |                      | II/P    | 16             |                                                                                             |
| 1990      | Nagasaki, Japan                                  | St.-Pius-X.-Kirche                                                               |                      | II/P    | 22             |                                                                                             |
| 1990      | Seoul, Südkorea                                  | Dankook University                                                               |                      | III/P   | 32             |                                                                                             |
| 1992      | Daejeon, Südkorea                                | Baptist-Church                                                                   |                      | III/P   | 43             |                                                                                             |
| 1993      | Apolda-Utenbach                                  | St.-Hilarius-Kirche                                                              |                      | I/P     | 9              |                                                                                             |
| 1993      | Espelkamp                                        | Paul-Gerhard-Haus                                                                |                      | I/P     | 10             |                                                                                             |
| 1993      | Iași, Rumänien                                   | Kathedrale St. Maria Königin                                                     |                      | III/P   | 43             |                                                                                             |
| 1993      | Rietberg-Varensell                               | Pfarr- und Klosterkirche St. Marien                                              | 160px                | II/P    | 22             |                                                                                             |
| 1994      | Lügde                                            | St. Marien                                                                       |                      | III/P   | 29             |                                                                                             |
| 1996      | Erwitte-Bad Westernkotten                        | St. Johannes Evangalist                                                          |                      | II/P    | 22             |                                                                                             |
| 1996      | Spenge                                           | St. Joseph                                                                       |                      | II/P    | 12             |                                                                                             |
| 1998      | Warendorf-Hoetmar                                | St. Lambertus                                                                    |                      | II/P    | 19             |                                                                                             |
| 1998      | Gütersloh                                        | St. Elisabeth-Hospital                                                           |                      | II/P    | 19             |                                                                                             |
| 2000      | Paderborn                                        | St. Heinrich                                                                     |                      | II/P    | 33             |                                                                                             |
| 2004      | Werningshausen                                   | St. Wigberti                                                                     | 160x160px\|zentriert | II/P    | 23             |                                                                                             |
| 2010      | Rietberg-Neuenkirchen                            | Freiluftorgel im Gartenschaupark                                                 |                      | III     |                |                                                                                             |
| 2011      | Kranenburg-Niel                                  | St. Bonifatius                                                                   |                      | I/P     | 6              |                                                                                             |
| 2012      | Osnabrück                                        | Neuapostolische Kirche                                                           |                      | II/P    | 12             |                                                                                             |

## Restaurações
| Ano  | Lugar                       | Igreja                     | Bild | Manuais | Registros | Comentários                                                         |
| ---- | --------------------------- | -------------------------- | ---- | ------- | --------- | ------------------------------------------------------------------- |
| 1850 | Rietberg                    | Kloster Rietberg           |      | II/P    | 29        | freies Pedal hinzugefügt, Pfeifenwerk erneuert                      |
| 1886 | Rheda                       | St. Clemens                |      | II/P    | 18        | Original vor 1677, Verbreiterung des Prospekts                      |
| 1966 | Wilnsdorf-Gernsdorf         | St. Johannes Evangelist    |      | II/P    | 15        | Original von 1957, Umdisponierung                                   |
| 1974 | Papenburg                   | St. Antonius               |      | III/P   | 26        | Original von Brand, Quickborn, 1957                                 |
| 1976 | Westoverledingen-Flachsmeer | St. Bernhard               |      | II/P    | 12        | Kegelladen                                                          |
| 1977 | Kerken-Aldekerk             | St. Peter und Paul         |      | III/P   |           | um den Orgelprospekt erweitert                                      |
| 1987 | Rietberg                    | St. Johannes Baptist       |      | II/P    | 29        | 14 neue Register, Originalorgel von 1747                            |
| 1997 | Lichtenau (Westfalen)       | St. Kilian                 |      | II/P    | 19        | Neubau des Werks                                                    |
| 1999 | Espelkamp-Frotheim          | Friedhofskapelle Alte Klus |      | I       | 6         | Original von 1791; Mixtur rekonstruiert, neues elektrisches Gebläse |
| 2000 | Delbrück-Steinhorst         | St. Marien                 |      | II/P    | 15        |                                                                     |